# كيوجاك آشونا
كيوجاك آشونا، (16 سبتمبر 1933 - 2014)؛ المعروف أيضًا باسم كياويك؛( ᑭᐅᒐᒃ ᐊᓲᓇ بالأبجدية الإينوكتيتية)،  كان فنانًا كندياً من الإينوك، مشهورًا بأعماله النحتية ومحفظته الفنية. عاصر أطول مسيرة فنية لأي فنان من كيب دورست، وهو عضو في وسام كندا والأكاديمية الملكية الكندية للفنون. في عام 1999، تم منحه جائزة مولسون من مجلس كندا تقديراً لمساهمته المتميزة في الحياة الثقافية والفكرية في كندا.

## بداية حياته
وُلِد كيوجاك لأبناء الفنانة الإينوك بيتسولاك وزوجها آشوونا في مجتمع تاريوجاك على جزيرة بافن في الأقاليم الشمالية الغربية (الآن نونافوت) في( 16 سبتمبر 1933). كان واحدًا من آخر الأجيال التي وُلدت على الأرض وترعرعت في أسلوب الحياة التقليدي للإينوك. بعد وفاة والده في عام 1945، انتقلت والدة كيوجاك إلى مجتمع كيب دورست، على بُعد أكثر من 200 كيلومتر (120 ميل) لتكون أقرب إلى الأقارب. تعرفت بيتسولاك وأطفالها على حرفة النحت في كيب دورست. في عام 1947، تم تبادل أول نحت له مصنوع من أنياب الدب القطبي إلى شركة بافين للتجارة عبر شقيقه كوك، مقابل بعض البسكويت الكبير. مع ازدهار الفن كفرصة اقتصادية جديدة وتراجع الصيد، انتقل كيوجاك، مثل العديد من الإينوك، من الصيد إلى إنشاء وبيع المنحوتات. ركزت أعماله بشكل أساسي على مشاهد من حياة الإينوك، مثل مشاهد الصيد، والأمهات والأطفال، فضلاً عن مخلوقات الأساطير أو الخيال.

## مسيرته الفنية
في عام 1951، تم تقديم كيوجاك لجيمس هيوستن، وهو فنان من جنوب كندا أُرسل إلى كيب دورست لجمع منحوتات الإينوك لصالح نقابة الفنون والحرف الكندية. عمل هيوستن وكيوجاك معًا لتوسيع مجال النحت في المجتمع.
في وقتٍ ما من الخمسينيات، تزوج كيوجاك من بونستي في إيغالي، وهو مجتمع شرق كيب دورست. عاش مع والدها كياكشوكي، المعروف كأنغكوك (شامان) وفنان. خلال هذه الفترة، أصبح كيوجاك على دراية بالثقافة والتاريخ الشاماني وأدخل هذه المواضيع في أعماله اللاحقة. بعد وفاة بونستي، تزوج كيوناك من الفنانة الجرافيكية سوروسيلوتو في عام 1960، وأنجب عدة أطفال، بعضهم طبيعي والآخرون بالتبني. أكبر أبنائه هو الفنان الإينوك المعاصر شوفيناي آشوونا (مواليد 1961).

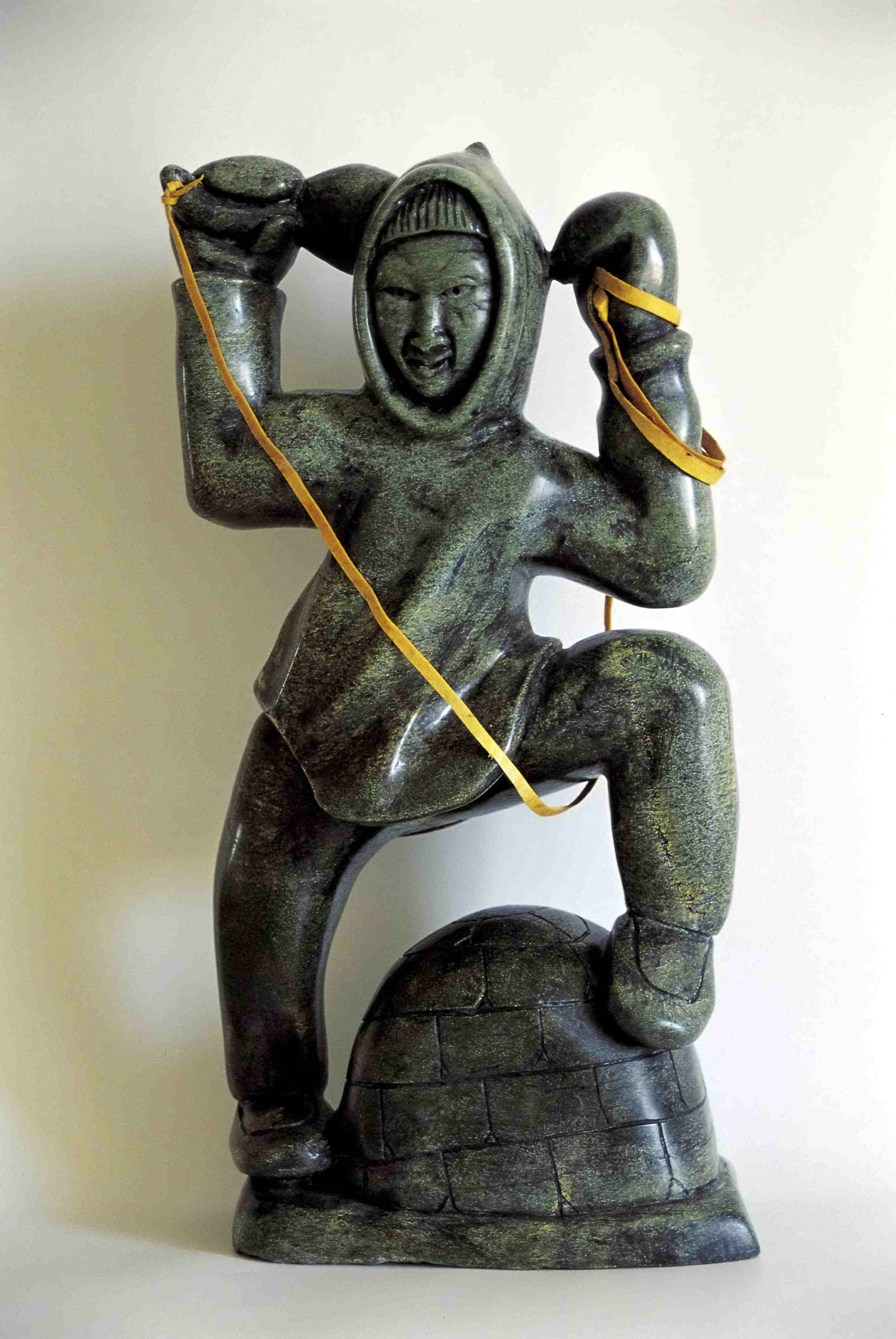
عملاق، السربنتين والجلود (1999) بواسطة كيوجاك آشونا

تعلم كيوجاك أشونا الفن بنفسه. خلال طفولته، كان يخلق غالبًا رسومات بالقلم الرصاص دون تأثير كبير من الآخرين في حياته. خلال الأربعينيات، بدأ كيوجاك في إنشاء تماثيل من العاج. بعد لقائه مع هيوستن، انتقل كيوجاك إلى النحت بالحجر لأن هذا كان شائعًا في أسواق الفن الجنوبية. في تلك الفترة، كانت العديد من تماثيله تمثل أشخاصًا بشكل طبيعي مع مواضيع تتعلق بالصيد وغيرها من الأنشطة التقليدية للإينوك. في أوائل الستينيات، بدأ يهتم كثيرًا بنقل الأساطير الإينوكية والشامانية من خلال نحته.
جرب أيضًا في وسائل أخرى مثل الرسم والتصوير والطباعة. بدأ في الطباعة لأول مرة في عام 1962، باستخدام النقش بالحجر. من عام 1977 إلى 1981، ابدى كيوناك اهتمامًا بالرسم بالأكريليك، مستندًا في أسلوبه على كينغمياتا إيتيدلوي، أحد أول الفنانين في كيب دورست الذين استخدموا هذه الوسيلة. في عام 1980، أنشأ كيوناك رسومات باستخدام الغرافيت ومزيج من الأقلام الملونة وأقلام الفلوماستر. خلال هذه الفترة، جرب إنشاء رسومات فوتوريلستية، لكنه توقف في النهاية لأنها كانت صعبة التحويل إلى منحوتات حجرية بتفاصيل دقيقة.
قبل وفاته في عام 2014، كان كيوجاك يمتلك أطول مسيرة فنية لأي فنان يعيش في كيب دورست. مع العديد من الجوائز والتكريمات التي حصل عليها، تم عرض منحوتته "سدنا" في طابع بريد كندي في عام 1980 كجزء من سلسلة تحتفي بثقافة الإينوك. تم تضمين أعمال كيوناك في أكثر من 75 معرضًا في كندا وخارجها.
تحتفظ عدة متاحف بأعماله، بما في ذلك متحف الفن الحديث، متحف مادكور، متحف الفن بجامعة ميتشيغان، متحف الفن الحديث، متحف ماكورد، متحف جامعة ميشيغان للفنون، المعرض الوطني الكندي، متحف متروبوليتان للفنون، مجموعة ماكمايكل الفنية الكندية، كلاينبورغ، أونتاريو، وكما في المتحف البريطاني.

## الجوائز والتكريمات
تلقى كيوجاك عدة جوائز، بما في ذلك:
- جائزة الإنجاز الوطني للسكان الأصليين (1997).[10]
- جائزة مولسون من مجلس كندا للفنون (1999).
- ضابط في وسام كندا (2000).
- تم تعيينه في الأكاديمية الملكية الكندية (2001).
- ميدالية اليوبيل الذهبي للملكة إليزابيث الثانية (2002).
- جائزة فنون مفوض نونافوت (2009).
- ميدالية اليوبيل الماسي للملكة إليزابيث الثانية (2012).[11]